# Os Faíscas
 (juillet 2018).
Os Faíscas est un groupe de punk rock portugais, originaire de Lisbonne. Ils se popularisent à l'échelle locale, sans même avoir publié d'album.

## Biographie
Quelques mois après la formation d'Aqui d'el-Rock, premier groupe de punk rock portugais, Os Faíscas sont également influencés par le mouvement punk ayant émergé aux États-Unis et en Angleterre dans les années 1970, qui est fortement opposé au système capitaliste. Os Faíscas importent au Portugal les valeurs de la contre-culture initiées par le mouvement hippie dans les années 1960.
Le groupe est formé par Paulo Pedro Gonçalves « Rocky Tango – Rock Assassino » (voix et guitare), Jorge Lee Fincas « Punhos de Renda » (guitare), Pedro Ayres Magalhães « Dedos Tubarão » (basse) et Emanuel Ramalho « Gato Dinamite - Flash Gordon » (batterie). La décision de choisir des pseudonymes, en négligeant les vrais noms, révèle la volonté du groupe de contrer la normalité.
Ils réalisent le premier concert le 31 mars 1978, au premier festival du magazine Música e Som, où ils jouent treize chansons entre reprises et morceaux originaux, comme Não perdes pela demora et Faca na barriga. Ils jouent aussi plusieurs concerts dans la boîte de nuit de Brown et Bar É à Lisbonne. Sous la direction du road manager Zé Pedro (plus tard dirigeant de (Xutos & Pontapés), Os Faíscas commencent à organiser des concerts à la Sociedade Filarmónica Alunos de Apol, où ils inspireront la naissance d'autres groupes comme les Xutos e Pontapés et UHF. Os Faíscas donnent leur dernier concert le 13 janvier 1979 dans la salle des étudiants Apollo lors d'un spectacle intégré aux célébrations des 25 ans du rock 'n' roll,.
Avec la séparation des Faíscas, Pedro Pedro Gonçalves, Pedro Ayres Magalhães et Emanuel Ramalho décident de ne pas abandonner le rêve qui les avait unis, et de former avec trois autres musiciens le groupe Corpo Diplomático, premier groupe de new wave portugais.

## Membres
- Paulo Pedro Gonçalves - chant, guitare[2]
- Jorge Lee Finuras - guitare[2]
- Pedro Ayres Magalhães - basse[2]
- Emanuel Ramalho - batterie[2]